# Euxoa permunda
Euxoa permunda är en fjärilsart som beskrevs av Morrison 1874. Euxoa permunda ingår i släktet Euxoa och familjen nattflyn. Inga underarter finns listade i Catalogue of Life.